# Lacapelle-del-Fraisse
Lacapelle-del-Fraisse är en kommun i departementet Cantal i regionen Auvergne-Rhône-Alpes i mitten av Frankrike. Kommunen ligger  i kantonen Montsalvy som ligger i arrondissementet Aurillac. År 2022 hade Lacapelle-del-Fraisse 402 invånare.

## Befolkningsutveckling
Antalet invånare i kommunen Lacapelle-del-Fraisse
Referens:INSEE